# تشيري لين
تشيري لين (بالإنجليزية: Cherry Laine؛ بالألمانية: Cherry Laine) هي مغنية ألمانية وجامايكية، ولدت في 4 يناير 1943 في جامايكا، وتوفيت في 31 أغسطس 1997.

## وصلات خارجية
- تشيري لين على موقع ميوزك برينز (الإنجليزية)
- تشيري لين على موقع ديسكوغز (الإنجليزية)